# Land of the Free
Land of the Free är det tyska power metal-bandet Gamma Rays fjärde studioalbum, utgivet i maj 1995 på Noise Records och i Japan på Victor. Skivan återutgavs i remastrad digipakversion år 2002.
Albumet var bandets första med Kai Hansen på leadsång, en position han tog över efter Ralf Scheepers. Hansen hade inte sjungit leadsång sedan Walls of Jericho med Helloween tio år tidigare.
"Rebellion in Dreamland" släpptes som singel och gjordes även till musikvideo.
Skivan gästades av Michael Kiske (Helloween) och Hansi Kürsch (Blind Guardian). Låten "Afterlife" är tillägnad Ingo Schwichtenberg, tidigare trummis i Helloween, som tagit sitt liv bara ett par månader innan albumet släpptes.
Land of the Free brukar anses som en av bandets bättre skivor och en klassiker inom genren. Albumet hamnade på fjärdeplats på Loudwires lista över tidernas 25 bästa power metal-album och på femteplats i en liknande lista i hårdrocksmagasinet Metal Hammer.
År 2007 kom en uppföljare: Land of the Free II.

## Låtlista
1. "Rebellion in Dreamland" – 8:44
2. "Man on a Mission" – 5:49
3. "Fairytale" – 0:50
4. "All of the Damned" – 5:01
5. "Rising of the Damned" (instrumental) – 0:43
6. "Gods of Deliverance" – 5:01
7. "Farewell" – 5:11
8. "Salvation's Calling" – 4:36
9. "Land of the Free" – 4:38
10. "The Saviour" (instrumental) – 0:40
11. "Abyss of the Void" – 6:04
12. "Time to Break Free" – 4:40
13. "Afterlife" – 4:46

Bonusspår på nyutgåvan från 2002
1. "H-M. Mania" (Holocaust-cover) – 4:51
2. "As Time Goes By" – 4:54
3. "The Silence ('95 Version)" – 6:29

## Medverkande
Musiker
- Kai Hansen – sång, gitarr
- Dirk Schlächter – gitarr, keyboard
- Jan Rubach – basgitarr
- Thomas Nack – trummor, bakgrundssång

Bidragande musiker
- Sascha Paeth – keyboard
- Hacky Hackmann – körsång
- Catharina Boutari – körsång
- Axel Naschke – körsång
- Hansi Kürsch – sång, körsång
- Michael Kiske – sång, körsång

Produktion
- Kai Hansen – producent, inspelningstekniker, mixning
- Dirk Schlächter – producent, inspelningstekniker, mixning
- Charlie Bauerfeind – producent, inspelningstekniker, mixning
- Ralf Lindner – mastering
- Eike R. Gall – omslagskonst
- Thomas Bucher – layout, typografi
- Uschi Brem-Freund – foto
- Martin Romeis – foto